# Yvan-Charles-Henri Hamant
Yvan-Charles-Henri Hamant, francoski general, * 1886, † 1956.